# Oberweiler-Tiefenbach

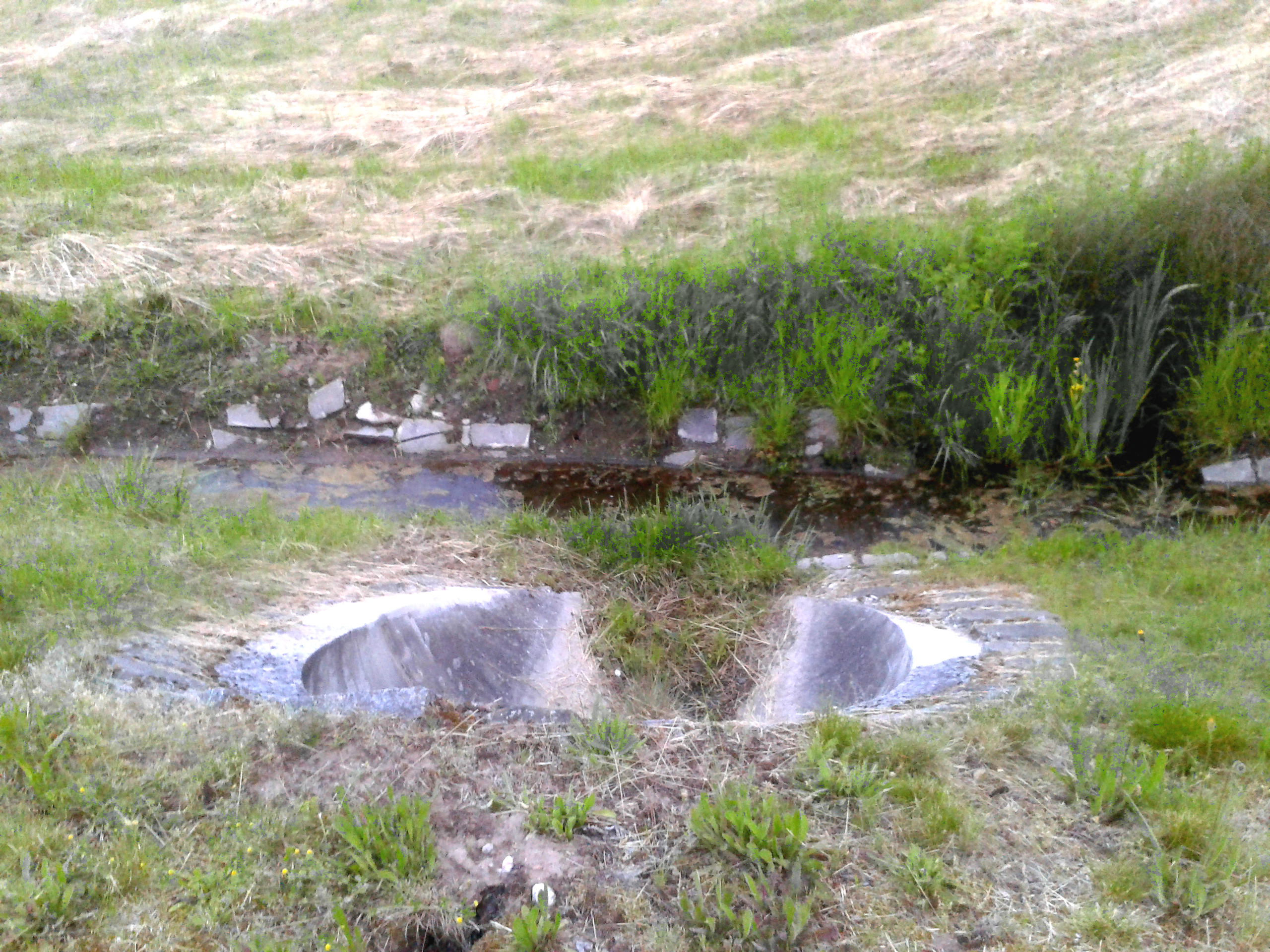
Alte Wehr an der Lauter innerhalb von Oberweiler-Tiefenbach

Oberweiler-Tiefenbach ist eine Ortsgemeinde im Landkreis Kusel in Rheinland-Pfalz. Sie gehört der Verbandsgemeinde Lauterecken-Wolfstein an.

## Geographie
Die Ortsgemeinde liegt an der Lauter nordöstlich des Königsbergs im Nordpfälzer Bergland. Erstere bildet zugleich die westliche Gemeindegrenze. Innerhalb des Gemeindegebiets nimmt sie von rechts den Breitbach auf. Im Süden befindet sich Wolfstein, im Nordwesten der zu Wolfstein gehörende Reckweilerhof, östlich liegt Einöllen und nördlich Hohenöllen.

## Geschichte
Oberweiler wurde im Jahr 1290 erstmals urkundlich erwähnt. Zur Unterscheidung des nahegelegenen Oberweiler im Tal wurde es zeitweise auch Unterweiler genannt. Im Jahre 1316 wurde Tiefenbach erstmals erwähnt. Im Jahre 1387 kamen die Orte zur Grafschaft Veldenz. Ab 1694 gehörten sie zu Pfalz-Zweibrücken. Im Rahmen eines Gebietsaustausches gelangten sie 1768 zur Kurpfalz.
Von 1798 bis 1814, als die Pfalz Teil der Französischen Republik (bis 1804) und anschließend Teil des Napoleonischen Kaiserreichs war, waren die beiden Orte in den Kanton Wolfstein eingegliedert. 1815 gehörten sie zunächst zu Österreich. Nach dem Wiener Kongress wurden sie ein Jahr später dem Bayern zugeschlagen. Von 1818 bis 1862 gehörten sie weiterhin dem Kanton Wolfstein an und war Bestandteil des Landkommissariat Kusel, das anschließend in ein Bezirksamt umgewandelt wurde. Im Jahre 1824 wurden Oberweiler und Tiefenbach zu einer Gemeinde zusammengeschlossen.
1939 wurde die Gemeinde in den Landkreis Kusel eingegliedert. Nach dem Zweiten Weltkrieg wurde Oberweiler-Tiefenbach innerhalb der französischen Besatzungszone Teil des damals neu gebildeten Landes Rheinland-Pfalz. Im Zuge der ersten rheinland-pfälzischen Verwaltungsreform wurde Oberweiler-Tiefenbach 1972 Bestandteil der Verbandsgemeinde Wolfstein. Seit 2014 gehört der Ort zur Verbandsgemeinde Lauterecken-Wolfstein.

## Religion
Die Katholiken gehören zum Bistum Speyer und unterstehen dort dem Dekanat Kusel, die Evangelischen zur Protestantischen Landeskirche der Pfalz.

## Politik

### Bürgermeister
Alexander Emrich wurde im Juni 2024 zum Ortsbürgermeister von Oberweiler-Tiefenbach gewählt.
Sein Vorgänger Günter Schwambach wurde bei der Direktwahl am 26. Mai 2019 mit einem Stimmenanteil von 90,74 % für weitere fünf Jahre in seinem Amt bestätigt.

## Kultur und Sehenswürdigkeiten

### Kulturdenkmäler
Vor Ort existieren insgesamt drei Objekte, die unter Denkmalschutz stehen.

### Natur
Mit der Lindenallee existiert innerhalb des Gemeindegebiets ein Naturdenkmal.

### Veranstaltungen
Die Kerwe findet jährlich am vierten Wochenende im September statt.

## Wirtschaft und Infrastruktur

### Verkehr
Westlich der Gemeinde verläuft die Bundesstraße 270 vorbei. Mitten durch Oberweiler und Tiefenbach verläuft die Kreisstraße 56. Die Landesstraße 384 verläuft durch den Süden der Gemeindegemarkung, ohne das Siedlungsgebiet zu berühren.
In Wolfstein und in Reckweilerhof sind Bahnhalte der Lautertalbahn. Zwischen ihnen existierte ab 1883 der Haltepunkt Oberweiler, der 1898 in Oberweiler-Tiefenbach umbenannt wurde. Er diente ausschließlich dem Personenverkehr und war während der Zeit der Bayerischen Staatseisenbahnen entsprechend als Stationstyp 1 geführt. Er wurde 1912 mangels Rentabilität aufgegeben.

### Tourismus
Mitten durch Oberweiler-Tiefenbach verlaufen der Lautertal-Radweg und ein Wanderweg, der mit einem gelben Balken gekennzeichnet ist.